# Antocha (Antocha) pachyphallus
Antocha (Antocha) pachyphallus is een tweevleugelige uit de familie steltmuggen (Limoniidae). De soort komt voor in het Oriëntaals gebied.